# Stadtwerke Eisenberg
Die Stadtwerke Eisenberg GmbH ist Verteilnetzbetreiber für Strom und Gas in Eisenberg. Sie stellt auch im lokalen Netzgebiet die Grundversorgung für Strom und Gas sicher.
Außerdem bieten die Stadtwerke Eisenberg eine Reihe von alternativen Strom- und Gasversorgungsverträge („Land-Strom“, „Stadt-Strom“ etc.) in Eisenberg und im Umland an.
Die SWE werden von der BBV Bäder- und Beteiligungsverwaltung GmbH, die ein Unternehmen der Gemeinde Eisenberg ist, zu 51 % gehalten. 49 % der Anteile entfallen auf die Thüringer Energie.

## Sponsoring
Die Stadtwerke Eisenberg engagieren sich mit Sponsoringaktivitäten für soziale, kulturelle und sportliche Einrichtungen, Vereine und Veranstaltungen in Eisenberg und im Umland. Unterstützt werden Jugend- und Sportvereine aber auch kulturelle Veranstaltungen wie z. B. der Eisenberger Nachtweihnachtsmarkt oder der Eisenberger Landmarkt.